# Akoupé
Akoupé ist eine Stadt im Südosten der Elfenbeinküste und liegt in der Region La Mé, in einer Entfernung von etwa 142 km von Abidjan. Sie gilt als der Ursprungsort des ivorischen Tanzstils Coupé Decalé, der sich später zu einer sehr populären und weit verbreiteten Musik- und Tanzform weiterentwickelte.

## Demographie
| Jahr      | 1975   | 1988   | 2010   |
| --------- | ------ | ------ | ------ |
| Einwohner | 10.873 | 20.393 | 34.356 |